# Conostigmus babaiax
Conostigmus babaiax är en stekelart som beskrevs av Paul Dessart 1996. Conostigmus babaiax ingår i släktet Conostigmus och familjen trefåresteklar. Inga underarter finns listade i Catalogue of Life.